# Selška Sora
Selška Sora – rzeka w północno-zachodniej części Słowenii, lewy dopływ Sory. Ma długość 32 km, powierzchnię zlewni 215 km² i średni przepływ wynoszący 7,1 m³/s (w Vešteru).

## Przebieg i opis
Selška Sora bierze swój początek jako niewielkie źródło nad wsią Zgornja Sorica, W osadzie Petrovo Brdo, przepływa przez wieś w kierunku południowym, początkowo płytką, niewyraźną doliną, a następnie coraz głębszym wąwozem w kierunku południowo-wschodnim na wysokości ok. 900 m n.p.m.
Od początku doliny jest zorientowana głównie na wschód i ma dno o szerokości kilkudziesięciu metrów na dnie, ponad którym wznoszą się bardzo strome zbocza pobliskich wzgórz, a z obu stron wpadają do niej krótkie, strome wąwozy, w tym Štajnpoh, Pomerpoh i Pruharca po lewej stronie oraz Črni potok po stronie południowej. Poniżej Zali Logu dolina nieznacznie się rozszerza, z prawej strony wpływa do niej większy potok Davščica, a następnie rzeka przecina wąski pas bardziej odpornych wapieni triasowych i dolomitów, w którym dolina zwęża się w krótki wąwóz, gdzie Selška Sora łączy się z Zadnją Smolevą po prawej stronie i Polenšakiem po lewej. Na dolnym krańcu Železnik lewe dopływy Dašnjica i Češnjica wpadają do głównej doliny, a poniżej miasta dolina się otwiera. Rzeka płynie z jednej strony doliny na drugą wzdłuż szerokiej równiny zalewowej, a wszystkie osady, z wyjątkiem Dolenja vas, przenoszą się na nieco wyższe obrzeża lub na przylądki dopływów. Ten odcinek doliny zbudowany jest z mniej odpornych łupków permokarbonitowych, dlatego jest szerszy, a małe dopływy wypływają z krótkich wąwozów po obu stronach; większe są tylko Selnica i Bukovščica po lewej stronie oraz Luša po prawej.
Poniżej Bukovicy Selška Sora napotyka pas dolomitów triasowych, w którym wyżłobiła wąski wąwóz, nad którym wznosi się ponad 600 m wyżej położony Lubnik (1025 m n.p.m.) po stronie południowej, o bardzo stromych zboczach. Tutaj rzeka skręca ostro na południe i płynie częściowo po dnie z żywych skał. W Vešteru dolina otwiera się na Kotlinę Lublańską, ale rzeka nadal płynie wzdłuż południowego skraju równiny aluwialnej. Nieco dalej na krótko wpływa na żywy skalny próg zwany V Skalcah, na którym kiedyś stał tartak, obecnie mała elektrownia wodna. Tuż przed Škofją Loką dno doliny ponownie się zwęża, a rzeka przepływa przez miasto głębokim, głównie skalistym korytem, nad którym góruje starożytny Most Kapucyński, a kilkaset metrów poniżej łączy się z Poljanską Sorą w malowniczym zbiegu, tworząc Sorę.